# Litopus reticulatus
Litopus reticulatus är en skalbaggsart som beskrevs av Pierre Lepesme 1950. Litopus reticulatus ingår i släktet Litopus och familjen långhorningar.
Artens utbredningsområde är Kenya. Inga underarter finns listade i Catalogue of Life.